# Catedral de Irapuato
La Catedral de Irapuato, dedicada a Nuestra Señora de la Limpia Concepción de María, se ubica en el centro de la ciudad de Irapuato. Es la Iglesia principal de la diócesis del mismo nombre, sede del obispado. Está enclavada frente a la Plaza Monumental Miguel Hidalgo de la ciudad. El rango de catedral le fue otorgado en 2004 por el papa Juan Pablo II.

## Antecedentes
Obra con antecedentes históricos valiosos y una joya del barroco mexicano y de la época colonial en la ciudad. Se desconoce con precisión la fecha de su construcción pero según un censo realizado por el obispo de Michoacán en 1631 ya existía como parroquia.
Originalmente se dedicó a la Limpia Concepción de María y se denota claramente en su rica portada de columnas labradas, nichos y grandes racimos de frutos, en la cual aparecen en el nivel superior la imagen de nuestra señora bajo esa devoción.

## El edificio
La gran planta arquitectónica revela a través de su diseño en forma de cruz la importancia que tuvo cuando habiendo sido convertida en congregación la original estancia de Irapuato recibió el trabajo de evangelización de los naturales que de los alrededores se congregaron.
Sus tres portadas, en el necesario y extendido campo iconográfico, nos remiten a la explicación del tema sobre la sagrada familia, como unidad fundamental en el cristianismo; así, además de la frontal ya definida como dedicada a María, la portada oriente (y con vista al templo de San José) es cubierta por su monograma en latín (Joseph) y la última que se abre hacia el poniente, se encuentra dedicada a Jesucristo y se comprueba por el monograma cristológico que aparece sobre ella, (JHS) que lo significa. Su gran atrio fue destruido a través de las obras del Plan Guanajuato realizadas por el Gobierno del Estado en el año de 1964.

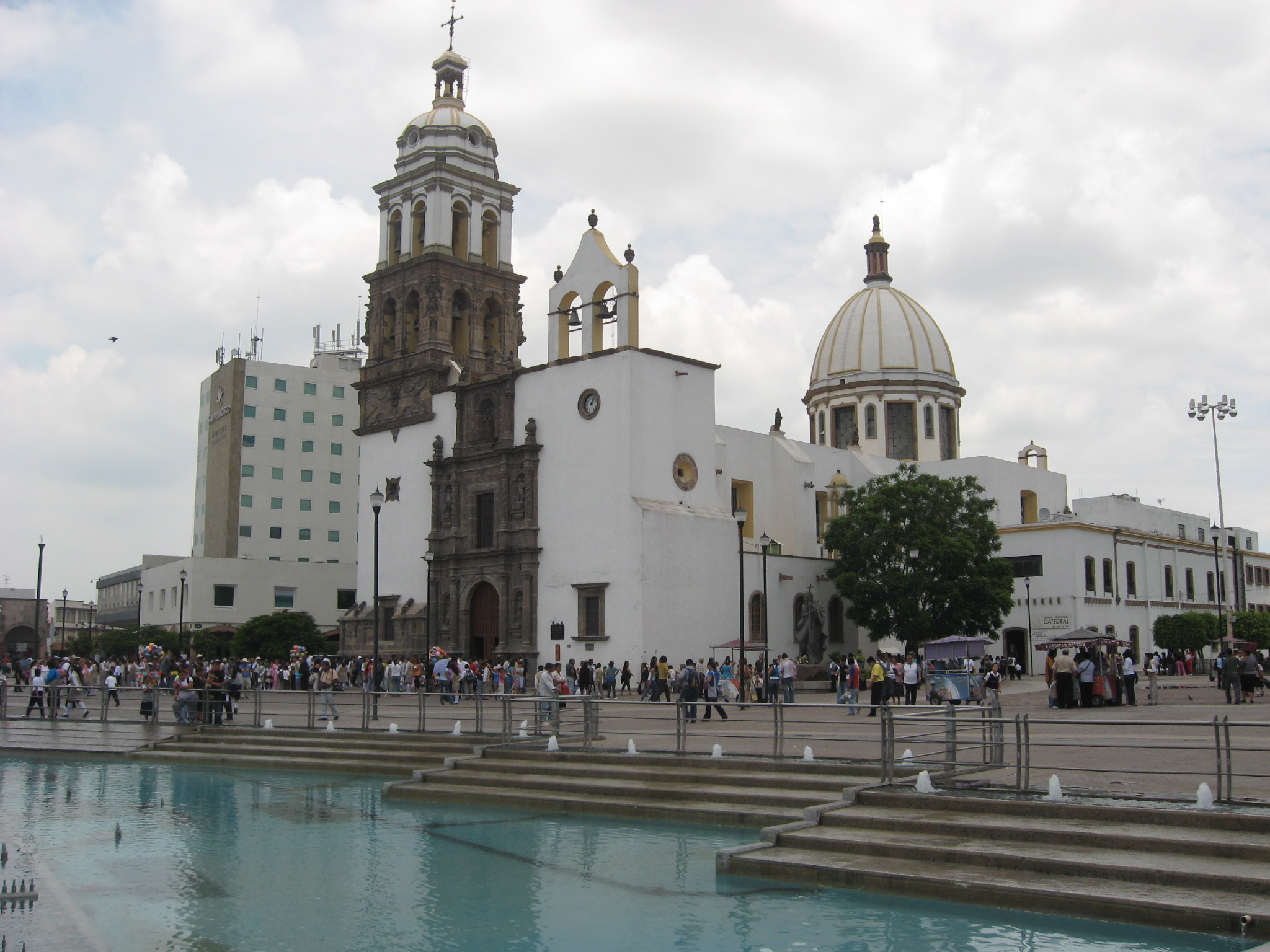
Catedral de Irapuato.

### El interior
Como la mayoría de las iglesias católicas barrocas, su planta es de cruz latina. Su bóveda es de cañón corrido de sección poligonal al igual que sus arcos formeros y torales poligonales. Su amplitud interna destaca para una obra en localidad tan modesta en ese tiempo.

### La Virgen de la Soledad
Desde el siglo XVII, la imagen de la Virgen de la Soledad se ha mantenido como una de las fuentes de esperanza del pueblo de Irapuato. Su origen no se conoce con certeza; incluso hay una leyenda que dice que llegó al entonces pueblo de Irapuato en un cajón que era llevado en una mula, pero sin arriero y sin saber de dónde venía.
La imagen de la Santísima Virgen de la Soledad es una de las esculturas más antiguas que hay en la actual Diócesis de Irapuato; hecha en madera, simboliza a la Santísima Virgen María con un aspecto triste, con aspecto pálido, lo que demuestra el dolor, sufrimiento y soledad que sintió al ver sufrir a su hijo Jesús. Sus manos juntas, cerca de su corazón, así como sus ojos, son muestra de un gran dolor.
De acuerdo con datos del libro «Nuestra Señora de la Soledad, Patrona Reina y Madre: Historia de Fe, Esperanza y Amor», del presbítero Félix Castro Morales -doctor en Teología por la Universidad de Navarra, en España- la especial devoción de los irapuatenses por la imagen comenzó el 30 de abril de 1811, en plena Guerra de Independencia.
En esa fecha, Albino "El Manco" García, famoso guerrillero de la época, atacó a la población. Cerca de las 9 de la mañana, en pleno ataque, una bola de cañón perforó la bóveda central del Templo de la Soledad, pero aunque cayó en pleno templo no mató a nadie de los que estaban en misa. Ante este milagro y otros que siguieron, el entonces Obispo de Michoacán, Don Manuel Abad y Queipo, estableció la fecha de su festividad el 30 de abril, a partir de 1813.
Posteriormente, el 30 de abril de 1922 fue coronada gracias a la labor del Obispo Emeterio Valverde y el recordado y querido sacerdote Martín Lawers.
«La Virgen de la Soledad está arraigada profundamente en la vida de los irapuatenses, porque desde el siglo XVII que llegó, a ella han acudido los irapuatenses en sus momentos más difíciles, como son pestes, sequías, inundaciones o conflictos bélicos y revoluciones. Siempre se han visto protegidos por la Santísima Virgen María de la Soledad, ocupa un primer lugar tanto en el corazón como en la arquitectura de su Santuario», comentó el sacerdote Félix Castro Morales, párroco de la Iglesia de la Soledad.
- Datos: Q5758481
- Multimedia: Cathedral of the Immaculate Conception in Irapuato / Q5758481